# Божић у Индонезији
Божић у Индонезији, која има око 16,5 милиона хришћана и 6,9 милиона римокатолика, се прославља на разне начине у различитим деловима земље. У областима где су хришћани или католици већина, прослава Божића је прожета локалним светковинама и храном. У већим градовима, тржни центри су украшени пластичним божићним јелкама и фигурама Синтеркласа (инд. Sinterklas, од холанског Синтерклас (хол. Sinterklaas) — Деда Мраз). Већина локалних ТВ канала ће преносити концерте божићне музике и годишњу националну прославу Божића коју одржава влада. Уз традиционалну храну, за дане божића се припремају и колачићи, као што су настар (инд. nastar, колачи са ананасом), кастенгел (инд. kastengel, од холандског хол. kasteengel), или путри салџу (инд. putri salju).

## По области

### Папуа
У Папуи, после божићне мисе, одржава се Барапен (инд. Barapen — роштиљање на камену), ритуално кување свињетине за прославу. Свињетина са кува између два слоја камења загрејаног на дрвету. Да би се припремио барапен, Папуанци ће прво ископати рупу за врело камење, а уместо шибицама, ватру ће запалити трљањем дрвета о дрво. За то време, Папуанке припремају поврће: слатки кромпир, водени спанаћ, папрат, касаву, спанаћ, или папају. Врело камење се прво послаже на дно рупе. Потом се свињетина и поврће успе у рупу и покрије још једним слојем врелог камења. На овај начин камење ће кувати свињетину пола дана. Барапен је израз међусобне захвалности, заједништва, дељења, и љубави заједничким једењем свињетине.

### Амбон
У Амбону, посебно у Негери Накуу, у Јужном Лејтимуру, одржава се светковина звана „чучи негери“ (инд. cuci negeri — очишћење народа). Ова свечаност симболизује очишћење и ослобађање од грехова становништва и њиховог окружења. Чучи негери почиње тако што се сваки клан окупља у својој свечаној сали да би одржао свој традиционални ритуал. Одатле, Амбонежани ће отићи до централне традиционалне свечане сале, не у тишини, већ певајући и играјући уз звуке тифе (инд. tifa, традиционални музички инструмент). Успут ће Амбонежанке понети понуде: бетел, арека орах, и традиционално пиће звано „сопи“ (инд. sopi). Још једна јединственост прославе Божића у Малукуу је да ће се бродске сирене и црквена звона огласити истовремено на Бадње вече.

### Јогјакарта
У области Јогјакарта, за време прославе Божића приказују се представе о рођењу Исуса Христа у вајанг кулит позоришту сенки (инд. wayang kulit). Свештеник ће служити мису носећи традиционалну јаванску ношњу (бескап (инд. beskap) и бланкон (инд. blankon)) и на локалном језику. Слично као за време Бајрама, око Божића се обилазе пријатељи и породица. Деца у Јогјакарти обично добијају новац у коверти на поклон од старијих.

### Манадо
Предбожићне прославе у Манаду почињу 1. децембра када обласни званичници крећу на „божићни сафари“ — учествују на миси, сваког дана у другом округу. Неки становници Манада праве карневал или обилазе породичне гробнице. Овај низ божићних прослава се завршава прве недеље јануара фестивалом званим „кунчи таон“ (инд. kunci taon). У овом фестивалу, карневал се одржава у целој области, уз јединствене костиме.

### Бали
Већина хришћанских села на Балију налазе се на југу острва. У тим селима, за Божић се праве улични украси звани пенџор (инд. penjor) (направљени од жутих листова кокосове палме), који представљају змаја Анантабогу. Ови божићни обичаји настали су под утицајем балинежанског хиндуизма.

### Тораџа
Тораџани прослављају Божић одржавањем културног фестивала званог „Дражесни децембар“. У оквиру фестивала одржавају се групни плес, кулинарски фестивал, карневал, извођење музике на инструментима од бамбуса, и изложба народних рукотворина. Фестивал се завршава ватрометом и процесијом Леттоан (инд. Lettoan) која се одржава 26. децембра. Леттоан је ритуал одржавања параде са културним симболима који представљају три димензије људског живота. Три симбола су:
- Саритатоламбан (инд. Saritatolamban), у облику степеница, који представља молитву и наду за бољим животом (као степенице које увек иду навише).
- Сунце, које симболизује извор животне светлости.
- Табанг цвет (инд. Tabang), који представља успех у животу Тораџана.[10]

### Северна Суматра
За Батакнежане у Северној Суматри, божићни дан прати жртва животиње набављене тако што више људи приложи новац који су уштедели претходних месеци. Овај обичај зове се „марбинда“ (инд. marbinda) и приказује заједништво и међусобну сарадњу. Жртвена животиња може бити свиња, буфало или во, а месо се раздели свима који су учествовали у куповини.